# 三聖廟

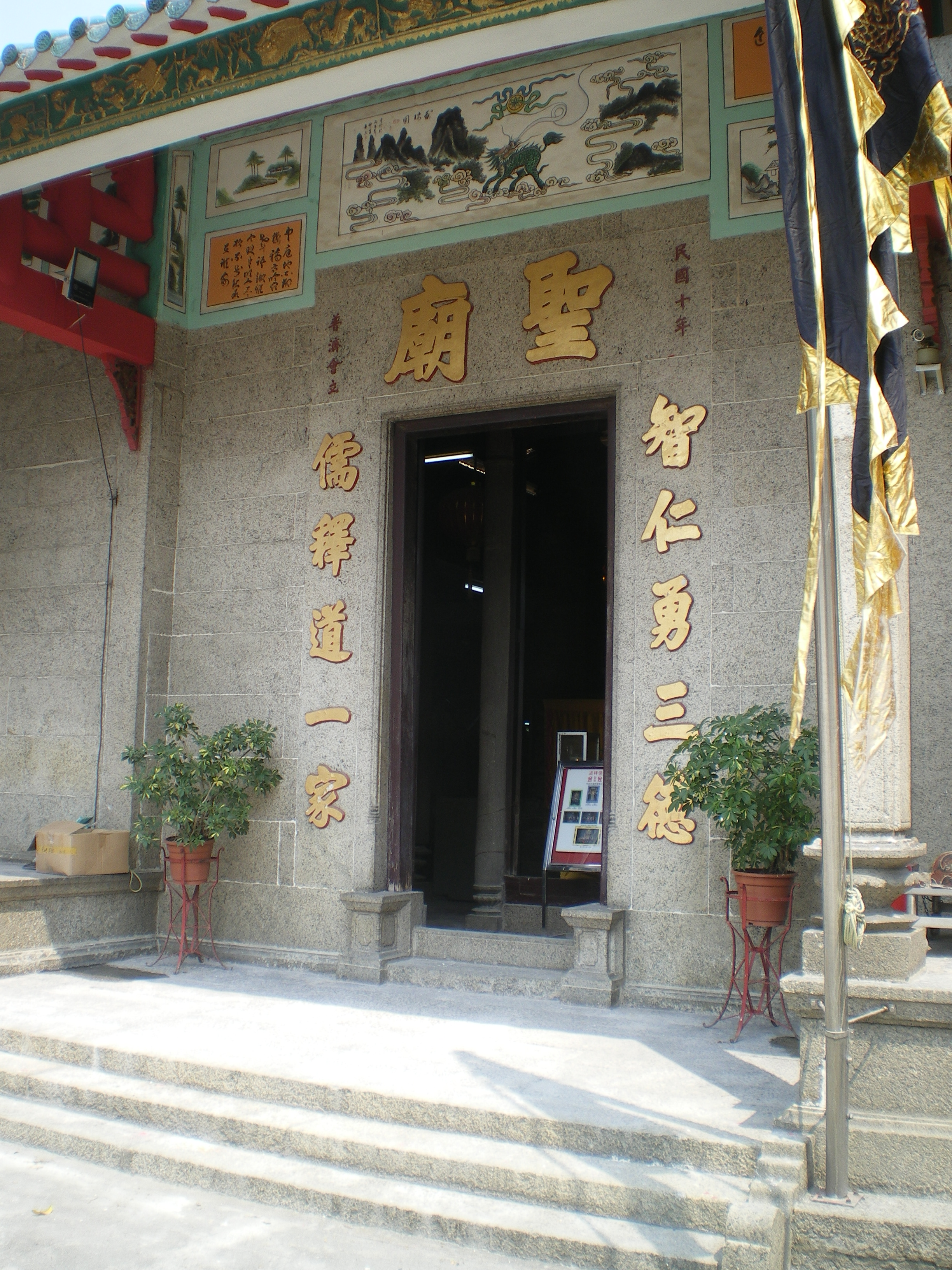
三聖廟正門

三聖廟，本稱聖廟，位於香港屯門三聖墟，南臨青山灣，1998年獲古物諮詢委員會評定為香港二級歷史建築，2009年12月18日確定評級。

## 歷史

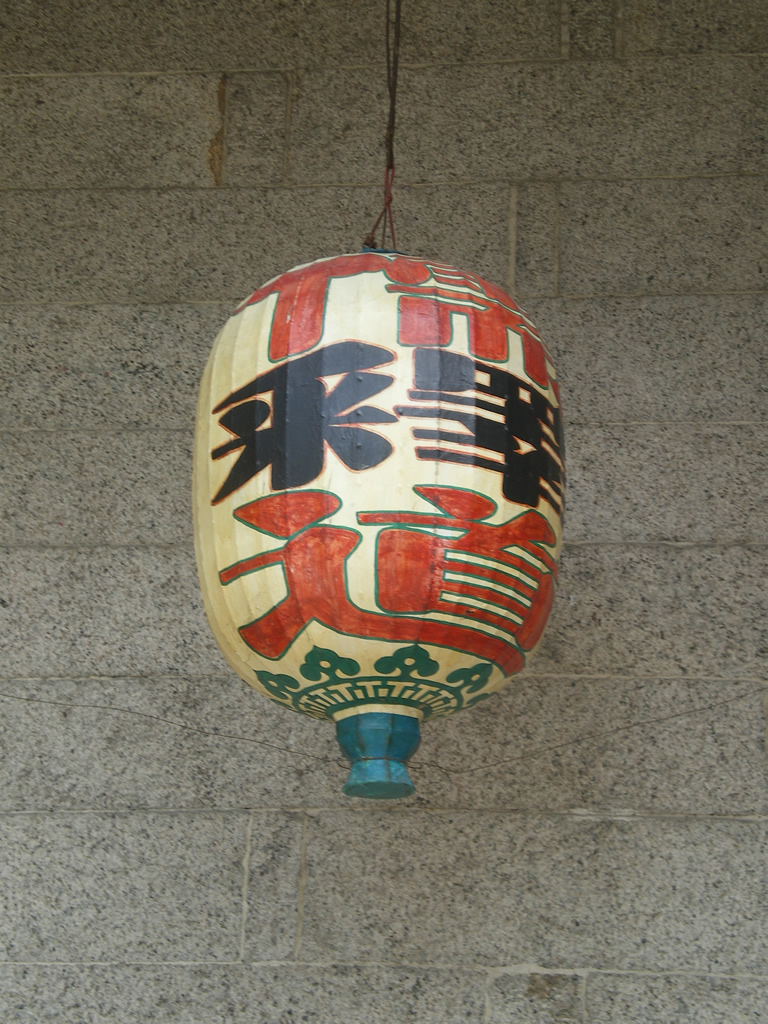
燈上印有「儒釋道」三字

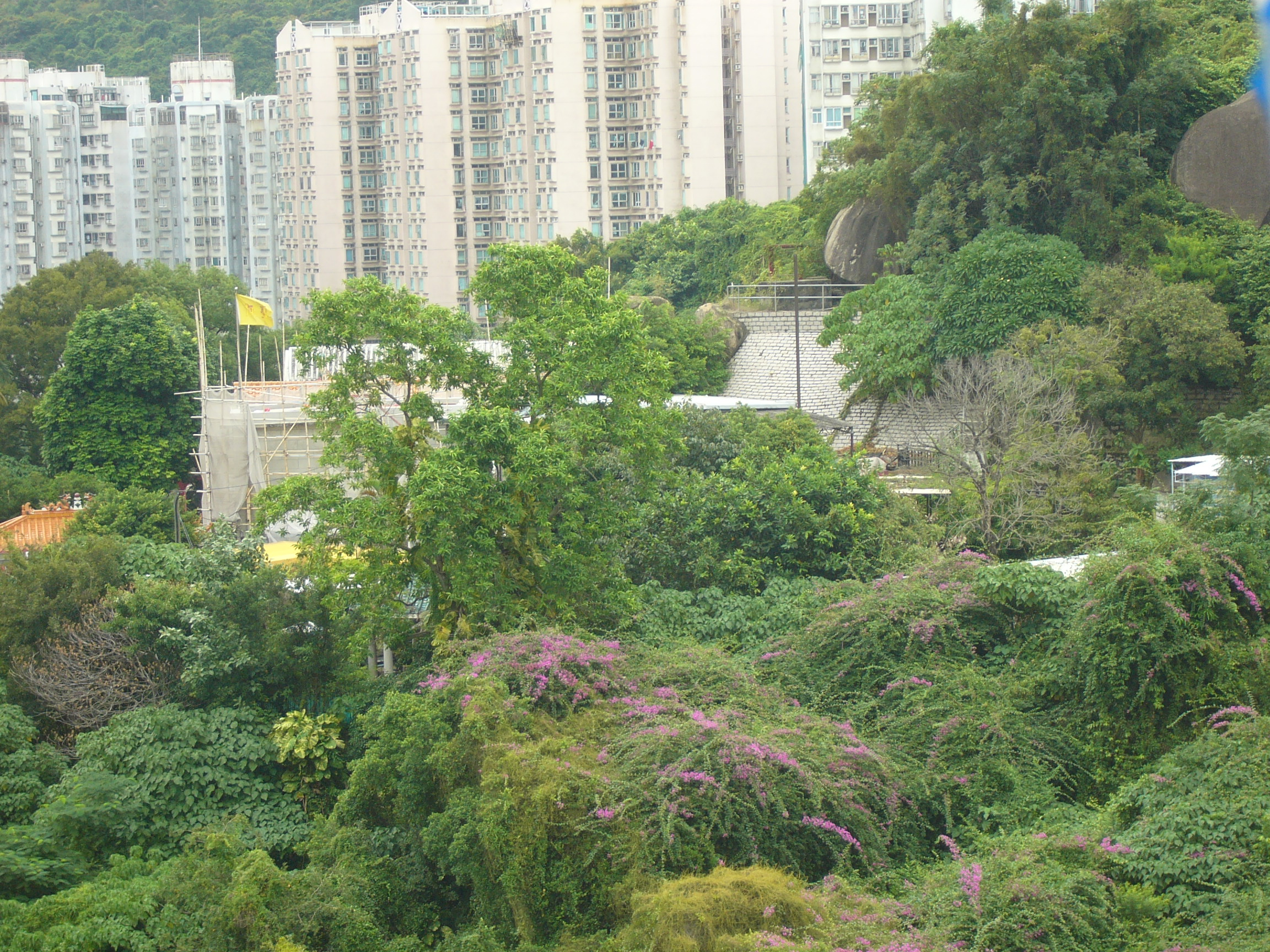
半山上的三聖廟

三聖廟建於1911年，1921年建成，費用由李法文師祖集合香港的聖廟弟子籌集。廟內供奉孔子、釋迦牟尼、老子三位聖人（三教），因此而得名。建廟覓地時發現了一石洞，洞藏一尊銅麒麟像。故決定建廟於此，並把石洞稱為麒麟洞，而附近的小山崗成為麒麟崗。廟實際位於半山上，惟因與麒麟崗相近，有些人會錯誤以為廟旁佇立著一塊巨石（即三聖石，實際位於山下的麒麟崗公園）。

## 供奉神祇
聖廟乃儒、釋、道法門三教總壇，這裡供奉許多天界神明，大殿內奉祀三教先師釋迦牟尼佛，太上老君和孔子先師及祂們的護法文曲星君、韋陀尊者、王靈官，大殿後座供奉觀音菩薩、天后娘娘、龍母娘娘、玉皇大帝、太歲、關公、真武玄天上帝、財帛金星、土地福德、北極紫微大帝、中洞八仙、彌勒佛、財神趙恭明等諸神。

## 建築
三聖廟設有「佛祖殿」、「十大仙殿」、「觀音殿」、「紫微殿」、「三聖殿」、「太歲殿」、「福德祠」、「祖師堂」、「孝思堂」。門額：「聖廟」，兩旁對聯：「智仁勇三德，儒釋道一家。」，正門對出建有「九宮八卦魚池」，魚池底部中布下了八卦法陣，據稱，此法陣匯聚天地靈氣，不少在此許願的善信都覺得非常靈驗。

## 另見
- 三聖墟

## 外部連結
- 影片 （页面存档备份，存于）
- 福山堂-三聖廟（页面存档备份，存于）
- 一站式搜尋個別建築物資料-古物諮詢委員會（页面存档备份，存于）